# رادیو ۲۱ (آلمان)

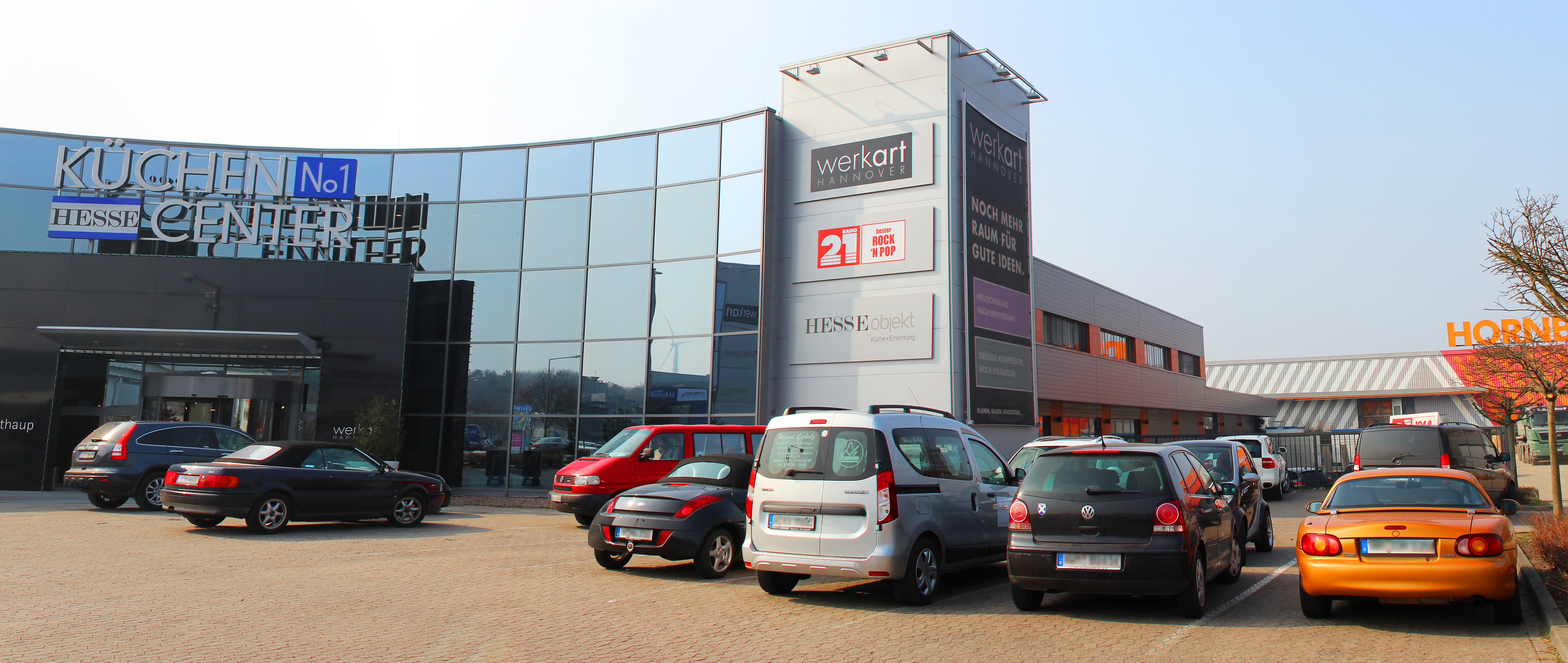
دفتر مرکزی رادیو ۲۱ از سال ۱۳۹۰

رادیو ۲۱ (املای خود: RADIO 21) یک ایستگاه رادیویی منطقه ای و خصوصی است که در شهر گاربزن در نیدرزاکسن مستقر است. در پایان سال ۲۰۱۱ ایستگاه محل قدیمی در منطقه هاولز را تخلیه و به منطقه بقن-بستل نقل مکان کرد.

## برنامه
این برنامه در فرکانس‌های مختلف در نیدرزاکسن و برمن پخش می‌شود و به عنوان یک شبکه برنامه محلی راه اندازی شده‌است. این بدان معناست که برنامه در هر ساعت تا پانزده بار از هم مجزا می‌شود. محتوای منطقه ای مانند تبلیغات، اخبار و مقالات بسته به منطقه متفاوت پخش می‌شود. آگهای‌های تبلیغاتی محلی برای تأمین مالی محتوای برنامه محلی پخش می‌شوند.

## گروه هدف
در تعریف سنی گروه هدف اصلی را افراد ۳۰ تا ۵۵ ساله تشکیل می‌دهند.

## شبکه پخش همگانی آلمان
رادیو ۲۱ بخشی از شبکه پخش همگانی آلمان است که برنامه آن همراه با ایستگاه‌های مشترک با رادیو راکلند و آنتن سولت در بیش از ۳۰ منطقه شهری در نیدرزاکسن، برمن، هامبورگ و شلزویگ-هولشتاین و همچنین راینلاند-فالتز و بخش‌هایی از هسن پخش می‌شود. تبلیغات، مشارکت‌های محلی و منطقه ای و همچنین نام ایستگاه در جینگل‌ها با یکدیگر متفاوت است.
در برنامه هفتگی «افراد هفته» مجریان با مردم در مورد آنچه در چند روز گذشته آنها را تحت تأثیر قرار داده صحبت می‌کنند. این برنامه جایزه رسانه ای ۲۰۱۵ را در رده «اطلاعات و اقتصاد - رادیو» توسط اداره رسانه ایالتی نیدرزاکسن دریافت کرد.

## دریافت کانال
از زمان فعال سازی فرکانس‌های جدید در سال ۲۰۱۲، برنامه‌های این رادیو را می‌توان در مناطق بزرگ و بسیاری از شهرهای نیدرزاکسن و در برمن با راه‌آهن منطقه ای و تبلیغات از طریق VHF و کابل (DVB-C) و همچنین از طریق پخش زنده در اینترنت دریافت کرد. در منطقه برمن / برمرهاون و در نوردراین-وستفالن برنامه‌های این رادیو را می‌توان از طریق DAB+ نیز دریافت کرد. رادیو ۲۱ را می‌توان از طریق اپلیکیشن اندروید و iOS در گوشی‌های هوشمند و تبلت‌ها نیز دریافت کرد.

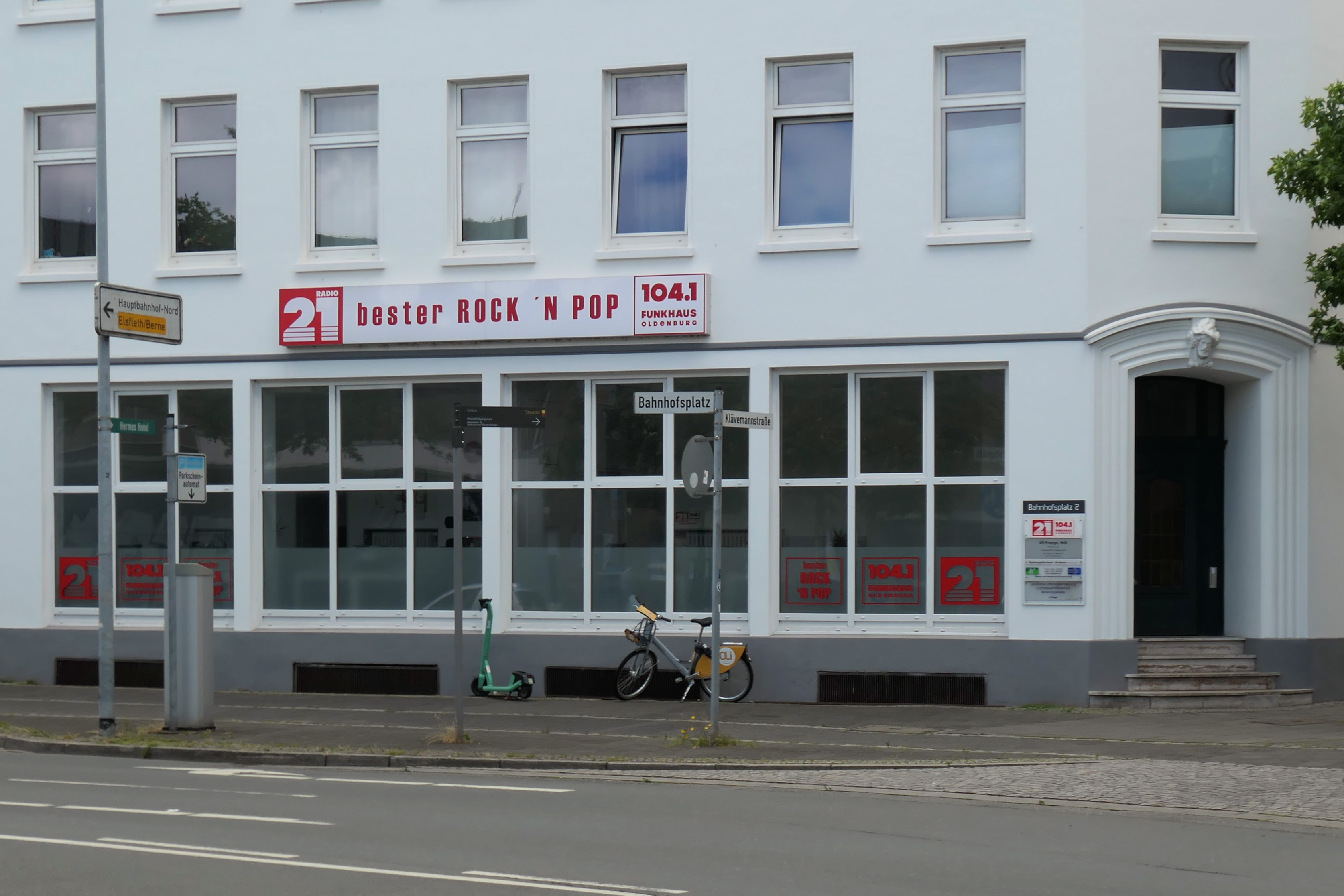
رادیو ۲۱، مرکز پخش اولدنبورگ

## فرکانس‌ها
| اوریش        | ۱۰۰٫۶ مگاهرتز |
| بد رهبورگ    | ۸۹٫۴ مگاهرتز  |
| بارسینگهاوزن | ۱۰۴٫۹ مگاهرتز |
| برانزویک     | ۱۰۴٫۱ مگاهرتز |
| برمن         | ۱۰۷٫۶ مگاهرتز |
| بوکستهود     | ۱۰۶٫۰ مگاهرتز |
| سلول         | ۹۳٫۵ مگاهرتز  |
| کلوپنبورگ    | ۹۹٫۳ مگاهرتز  |
| Cuxhaven     | ۱۰۶٫۶ مگاهرتز |
| دلمنهورست    | ۱۰۷٫۶ مگاهرتز |
| گوتینگن      | ۹۳٫۴ مگاهرتز  |
| گوسلار       | ۸۷٫۷ مگاهرتز  |
| هملین        | ۸۷٫۶ مگاهرتز  |
| هانوفر       | ۱۰۴٫۹ مگاهرتز |
| هلمستد       | ۹۴٫۱ مگاهرتز  |
| هیلدسهایم    | ۱۰۵٫۸ مگاهرتز |
| هولزمیندن    | ۱۰۴٫۰ مگاهرتز |
| خالی         | ۱۰۴٫۵ مگاهرتز |
| لینگن        | ۱۰۶٫۹ مگاهرتز |
| لوئنبورگ     | ۹۱٫۹ مگاهرتز  |
| مل           | ۹۹٫۳ مگاهرتز  |
| meppen       | ۱۰۶٫۹ مگاهرتز |
| ذهن          | ۸۹٫۴ مگاهرتز  |
| نینبورگ      | ۸۹٫۴ مگاهرتز  |
| اولدنبورگ    | ۱۰۴٫۱ مگاهرتز |
| اسنابروک     | ۹۵٫۳ مگاهرتز  |
| روتنبورگ     | ۹۰٫۱ مگاهرتز  |
| سالزگیتر     | ۱۰۴٫۱ مگاهرتز |
| Soltau       | ۹۰٫۱ مگاهرتز  |
| شهر          | ۹۷٫۳ مگاهرتز  |
| اولزن        | ۹۹٫۷ مگاهرتز  |
| Visselhovede | ۹۰٫۱ مگاهرتز  |
| والسرود      | ۹۰٫۱ مگاهرتز  |
| ویلهلمشاون   | ۹۹٫۱ مگاهرتز  |
| ولفسبورگ     | ۹۵٫۱ مگاهرتز  |